# Chrášťany (okres Benešov)
Obec Chrášťany (německy Chrastian) se nachází v okrese Benešov ve Středočeském kraji, asi 8 km západně od Benešova. Žije zde 255 obyvatel. Součástí obce jsou i vesnice Benice, Černíkovice a Soběšovice. Protéká tudy Tloskovský potok, který je levostranným přítokem Janovického potoka.
Obec Chrášťany patří do mikroregionu Týnecko.

## Historie
První písemná zmínka o obci pochází z roku 1318.
Za druhé světové války se ves stala součástí vojenského cvičiště Zbraní SS Benešov a její obyvatelé se museli 1. dubna 1943 vystěhovat.

### Územněsprávní začlenění
Dějiny územněsprávního začleňování zahrnují období od roku 1850 do současnosti. V chronologickém přehledu je uvedena územně administrativní příslušnost obce v roce, kdy ke změně došlo:
- 1850 země česká, kraj České Budějovice, politický okres Benešov, soudní okres Neveklov[5]
- 1855 země česká, kraj Tábor, soudní okres Neveklov
- 1868 země česká, politický okres Benešov, soudní okres Neveklov
- 1939 země česká, Oberlandrat Tábor, politický okres Benešov, soudní okres Neveklov[6]
- 1942 země česká, Oberlandrat Praha, politický okres Benešov, soudní okres Neveklov[7]
- 1945 země česká, správní okres Benešov, soudní okres Neveklov[8]
- 1949 Pražský kraj, okres Benešov[9]
- 1960 Středočeský kraj, okres Benešov
- 2003 Středočeský kraj, okres Benešov, obec s rozšířenou působností Benešov

Od 1. ledna 1980 do 23. listopadu 1990 byla obec spolu se svými částmi Benice, Černíkovice a Soběšovice součástí města Benešov.

### Rok 1932
V obci Chrášťany (přísl. Benice, Černíkovice, Lipka, Ouštica, Soběšovice, 736 obyvatel) byly v roce 1932 evidovány tyto živnosti a obchody: cihelna, 5 hostinců, kolář, 5 kovářů, 2 krejčí, mlýn, 4 obuvníci, 26 rolníků, 2 trafiky, velkostatek Leopold Kominík.

## Doprava
Dopravní síť
- Pozemní komunikace – Do obce vede silnice III. třídy.

- Železnice – Železniční trať ani stanice na území obce nejsou.

Veřejná doprava 2012
- Autobusová doprava – Do obce vedly autobusové linky Benešov-Štěchovice (v pracovních dnech 5 spojů, o sobotách 1 spoj), Benešov-Neveklov (v pracovních dnech 3 spoje, o nedělích 1 spoj) a Benešov-Týnec nad Sázavou (v pracovních dnech 2 spoje z Benešova) (dopravce ČSAD Benešov, a. s.).

## Turistika
Obcí vedou turistické trasy  Neštětice – Chrášťany – Týnec nad Sázavou a  Chrášťany – Dunávice – Netvořice.

## Pamětihodnosti
- Kaplička Panny Marie